# Geniostoma clavatum
Geniostoma clavatum är en tvåhjärtbladig växtart som beskrevs av John William Moore. Geniostoma clavatum ingår i släktet Geniostoma och familjen Loganiaceae. Inga underarter finns listade i Catalogue of Life.